# 慈山市
慈山市（越南语：／）是越南北宁省下辖的一个省辖市。面积61.08平方千米，2021年总人口202874人。

## 地理
慈山市北接安豐縣，东和东北接仙遊縣，南和西南接嘉林縣，西邻東英縣。

## 历史
2008年9月24日，慈山县改制为慈山市社；慈山市镇1市镇和同原社、新鸿社、亭榜社、同光社4社部分区域合并为东岸坊，同光社分设为同暨坊和庄下坊，同原社改制为同原坊，新鸿社改制为新鸿坊，亭榜社改制为亭榜坊，洲溪社改制为洲溪坊。
2018年10月18日，慈山市社被评定为三级城市。
2021年1月12日，香墨社改制为香墨坊，扶轸社改制为扶轸坊，浮溪社改制为浮溪坊，三山社改制为三山坊，湘江社改制为湘江坊。
2021年9月22日，慈山市社改制为慈山市。

## 行政区划
慈山市下辖12坊，市人民委员会位于东岸坊。
- 洲溪坊（Phường Châu Khê）
- 亭榜坊（Phường Đình Bảng）
- 同暨坊（Phường Đồng Kỵ）
- 东岸坊（Phường Đông Ngàn）
- 同原坊（Phường Đồng Nguyên）
- 香墨坊（Phường Hương Mạc）
- 扶轸坊（Phường Phù Chẩn）
- 浮溪坊（Phường Phù Khê）
- 三山坊（Phường Tam Sơn）
- 新鸿坊（Phường Tân Hồng）
- 庄下坊（Phường Trang Hạ）
- 湘江坊（Phường Tương Giang）

## 交通
- 越南鐵路
  - 河同線：慈山站